# Prypjat (Fluss)
Der Prypjat (ukrainisch Прип'ять, belarussisch Прыпяць Prypjaz, russisch Припять Pripjat, polnisch Prypeć, litauisch Pripetė, veraltet deutsch Pripetz) ist einer der größten Nebenflüsse des Dnepr in Belarus und in der Ukraine.

## Verlauf
Der 775 km lange Fluss entspringt im äußersten Nordwesten der Ukraine nahe der polnischen Grenze. Von diesem Hügelland fließt er in Richtung Osten und überquert nach etwa 200 km die Grenze zu Belarus. Dort durchfließt er die Palessjeniederung und damit die Prypjatsümpfe, die er während der Schneeschmelze in eine Wildnis aus Seen, Sümpfen und Waldinseln verwandelt. Die letzten 50 km fließt der Prypjat wieder in der Ukraine und mündet wenige Kilometer unterhalb des Kernkraftwerkes von Tschernobyl in den zum Kiewer Stausee angestauten Dnepr und letztlich ins Schwarze Meer.
In den 1930er Jahren wurde ein großer Teil der Prypjatsümpfe trockengelegt, indem das Wasser über den Prypjat abgeleitet wurde. Die größte Stadt am Prypjat ist das belarussische Pinsk, wo der Dnepr-Bug-Kanal über den Fluss Pina einmündet. Die im Einzugsgebiet des Prypjats liegenden Städte Prypjat und Tschornobyl waren von der Katastrophe von Tschernobyl im gleichnamigen Kernkraftwerk betroffen. Bis zur Stilllegung des letzten Blocks im Jahr 2000 wurde Kühlwasser, welches in einem künstlich angelegten Kühlteich vorgehalten wurde, dem Fluss entnommen und diente als finale Wärmesenke des Kraftwerks.